# بيتر ليندغرين (موسيقي)
بيتر ليندغرين (بالسويدية: Peter Lindgren)‏ هو موسيقي وعازف قيثارة سويدي، ولد في 6 مارس 1973 في ستوكهولم في السويد.

## وصلات خارجية
- بيتر ليندغرين على موقع ميوزك برينز (الإنجليزية)
- بيتر ليندغرين على موقع أول ميوزيك (الإنجليزية)
- بيتر ليندغرين على موقع ديسكوغز (الإنجليزية)